# Shachihoka formosana
Shachihoka formosana är en fjärilsart som beskrevs av Matsumura 1925. Shachihoka formosana ingår i släktet Shachihoka och familjen tandspinnare. Inga underarter finns listade i Catalogue of Life.